# Sigloïta
La sigloïta és un mineral de la classe dels fosfats que pertany al grup de la laueïta. Rep el nom de la mina Siglo Veinte, a Bolívia, la seva localitat tipus.

## Característiques
La sigloïta és un fosfat de fórmula química Fe³⁺Al₂(PO₄)₂(OH)₃(H₂O)₅·2H₂O. Cristal·litza en el sistema triclínic. La seva duresa a l'escala de Mohs és 3.
Segons la classificació de Nickel-Strunz, la sigloïta pertany a «08.DC: Fosfats, etc, només amb cations de mida mitjana, (OH, etc.):RO₄ = 1:1 i < 2:1» juntament amb els següents minerals: nissonita, eucroïta, legrandita, strashimirita, arthurita, earlshannonita, ojuelaïta, whitmoreïta, cobaltarthurita, bendadaïta, kunatita, kleemanita, bermanita, coralloïta, kovdorskita, ferristrunzita, ferrostrunzita, metavauxita, metavivianita, strunzita, beraunita, gordonita, laueïta, mangangordonita, paravauxita, pseudolaueïta, stewartita, ushkovita, ferrolaueïta, kastningita, maghrebita, nordgauïta, tinticita, vauxita, vantasselita, cacoxenita, gormanita, souzalita, kingita, wavel·lita, allanpringita, kribergita, mapimita, ogdensburgita, nevadaïta i cloncurryita.

## Formació i jaciments
Va ser descoberta a la mina Siglo Veinte, situada a la localitat de Llallagua, a la província de Rafael Bustillo (Departament de Potosí, Bolívia). També ha estat descrita al jaciment de fosfats de Fumade, a Fontrieu (Tarn, França), i a les mines LCA (Carolina del Nord) i Coon Creek (Arkansas), ambdues als Estats Units. Aquests tres indrets, juntament amb la localitat tipus, són els únics de tot el planeta on ha estat descrita aquesta espècie mineral.